# Blue River (Colorado)
Pour les articles homonymes, voir Blue River.
Blue River est une ville américaine située dans le comté de Summit dans le Colorado.
Selon le recensement de 2010, Blue River compte 849 habitants. La municipalité s'étend sur 2,61 milles carrés (6,76 km2), dont 2,52 milles carrés (6,53 km2) de terres.

## Démographie
| 1970 | 1980 | 1990 | 2000 | 2010 | - |
| ---- | ---- | ---- | ---- | ---- | - |
| 8    | 230  | 440  | 685  | 849  | - |